# Alain Klotz
| 19629 Serra     | 8 settembre 1999  |
| 28396 Eymann    | 13 settembre 1999 |
| 29437 Marchais  | 7 giugno 1997     |
| 33027 Brouillac | 23 agosto 1997    |
| 73883 Asteraude | 16 febbraio 1997  |
| 90918 Jasinski  | 2 agosto 1997     |
| 90944 Pujol     | 25 ottobre 1997   |

Alain Klotz (...) è un astronomo francese.
Il Minor Planet Center gli accredita la scoperta di sette asteroidi, effettuate tra il 1997 e il 1999.
Ha inoltre coscoperto i satelliti asteroidali di 854 Frostia, 1089 Tama, 1313 Berna e 4492 Debussy.
Gli è stato dedicato l'asteroide 10222 Klotz.